# ダウンビューパーク

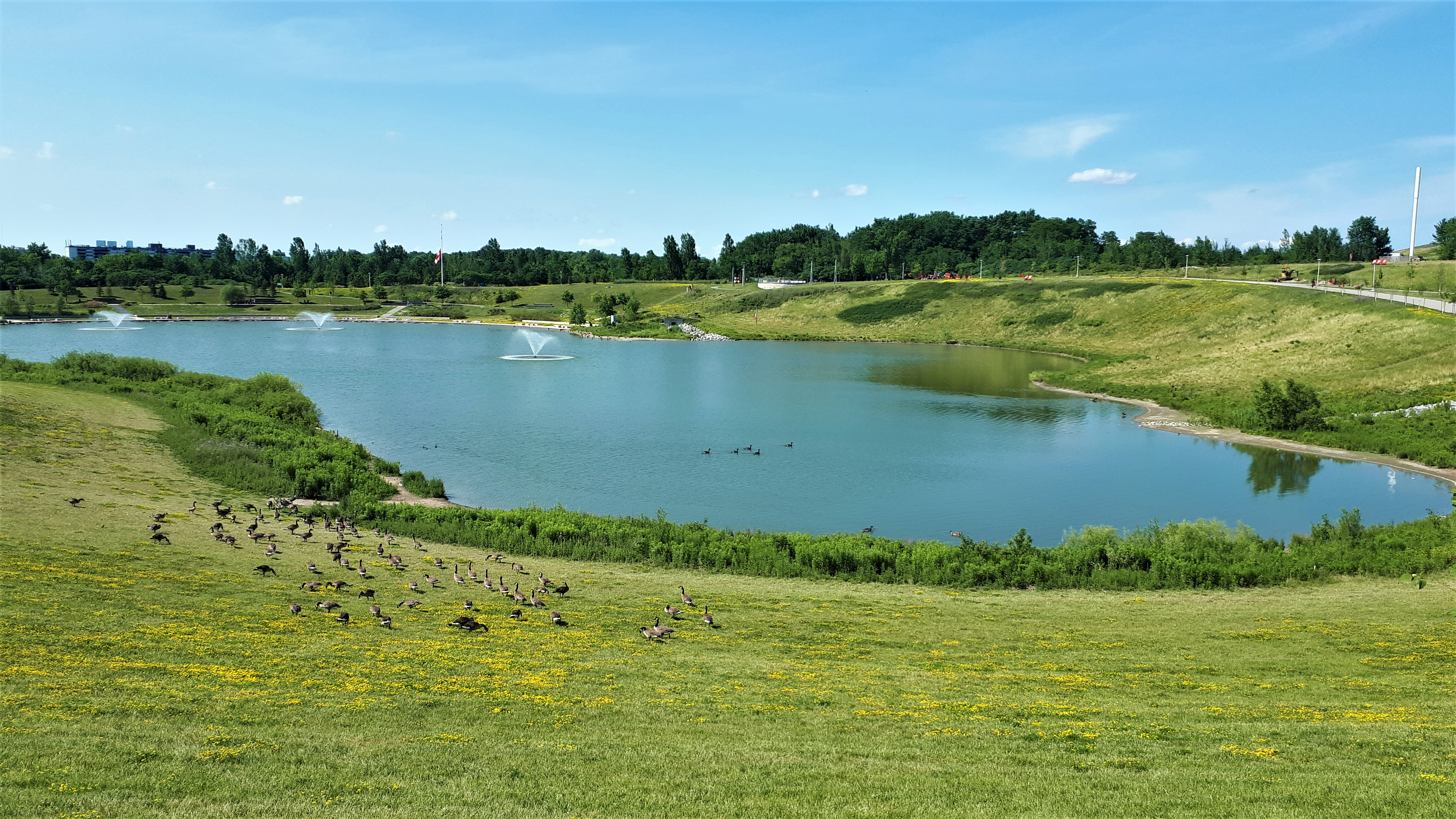
ダウンビューパーク

ダウンビューパーク （英：Downsview Park フランス語: Parc Downsview）は、カナダのオンタリオ州 トロント ノースヨーク区ダウンズビュー地区にある大規模な都市公園。 
この公園の名前は連邦政府によって所有および管理されているため正式にバイリンガルとしている。最初は航空機製造業者であるデ・ハビランド・カナダの本拠地であり、後にカナダ軍基地となる。公園はいまだダウンビュー空港も含まれているが1999年にカナダ政府はそれを「カナダ初の都市国立公園」と宣言 。しかし、トロント東部のルージュ国立都市公園とは異なり、ダウンズビューパークは、パークス・カナダではなく、連邦の王立企業であるCanada Lands Companyによって管理されている。2017年現在ほとんど開発が行われていない、公園はぼぼ手つかずのままである 。

## 経緯
この地域は1929年最初はデ・ハビランド・カナダによってカナダ事業所が収容された。製造工場は第二次世界大戦中航空機の製造に使用され 戦後、カナダ 国防総省は、この地域にカナダ空軍の駐留部隊を配置するためのスペースを必要としたため1947年に、連邦政府は製造工場を囲むダウンビュー270の不動産を統合取得した。  
1999年、連邦政府は大々的に歓迎して「カナダ初の都市国立公園」となることを発表し  国際デザインコンペティションを開催。 2000年に、 ブルース・マウとレム・コールハースは、「ツリーシティ」として知られるデザインスキームを提出し一等当選 。その後の数年間は多少の開発が行われ、計画は休眠状態に陥った 。その後、「ツリーシティ」計画で要求されているように、ほぼ完全なる緑の空間で構成された公園を作る代わりに、公園敷地を管理する王立企業であるParc Downsview Park Inc.（PDP）は公園の北と東そして南西端区の商業住宅開発を承認。 
初期段階の公園建設は2005年に始まる。最初のステップは、敷地の非常に重要な部分で50年以上の軍事基地の使用によって圧された土壌を再生することであるが、この最初の作業の大きな特徴は、カナダ天然林と2020ファーストフォレスト・イニシアチブとのパートナーシップで始まったカナダの森林の開発であった。 
住宅開発者はスタンレーグリーンに興味を示し、Urbancorp社が広範なデューデリジェンスプロセス後、PDPによって最初の住宅開発者として選ばれる。Urbancorp社はKing West VillageおよびトロントのダウンタウンにあるQueen Street West Triangleエリアで最大の土地所有者および住宅コミュニティの開発者であるが、ンビューパークでの最初の住宅開発段階は1000戸以上の住宅からなるとされ、新しいコミュニティ「ダウンスビューパークの近所」の建設は2012年の秋に開始する。2013年、カナダ最大の住宅建築会社であるMattamy Homesは、不動産開発業者であるUrbancorpと共同で公園内で最初の住宅コミュニティの建設を開始。地方議員のマリア・アウギメリは、この開発によって、公園が開発されることを期待して怒っている住民をなだめることはありそうもないと述べた  。2014年、トロント市は再び公園開発の権利を取得しようとしたが連邦政府はこの提案を却下し、公園開発の責任を移管することは検討しないと述べた 。 トロント・スター誌は、政府がその計り知れない価値のために公園開発の移転を検討したくないというメモを手に入れた 。
1984年（現在も活発な軍事基地）と2002年（ 世界青年の日 ）に教皇ヨハネパウロ2世による2回の教皇の訪問、ならびにトロントのためのMolson Canadian Rocksなどが催される注目のイベントの会場である。 ローリングストーンズ 、 AC / DC 、その他多数の2003年のコンサートが行われ、カナダの音楽祭Edgefestは2年間この地を本拠地としています。  リンキンパーク 、 ストーンテンプルパイロット 、 サムロバーツバンド 、 ビリータレント 、 AFI 、 アレクソンファイアとメトリックなどが演奏したがEdgefestは2011年に公園に戻り、2012年には再び注目のイベントとなる。2012年以降、Veld Music Festivalが公園で開催されている 。 Tragically Hipは、2011年のカナダの日に約3万人の群衆を集めて演奏を行う。2012年6月16日にRadioheadのコンサートのゲートオープン時1時間前、一時的にステージが崩壊し、 1人が死亡、3人が怪我をした   。2012年、ジュニアカリビアナフェスティバルも同公園に移される 。 

## 地理

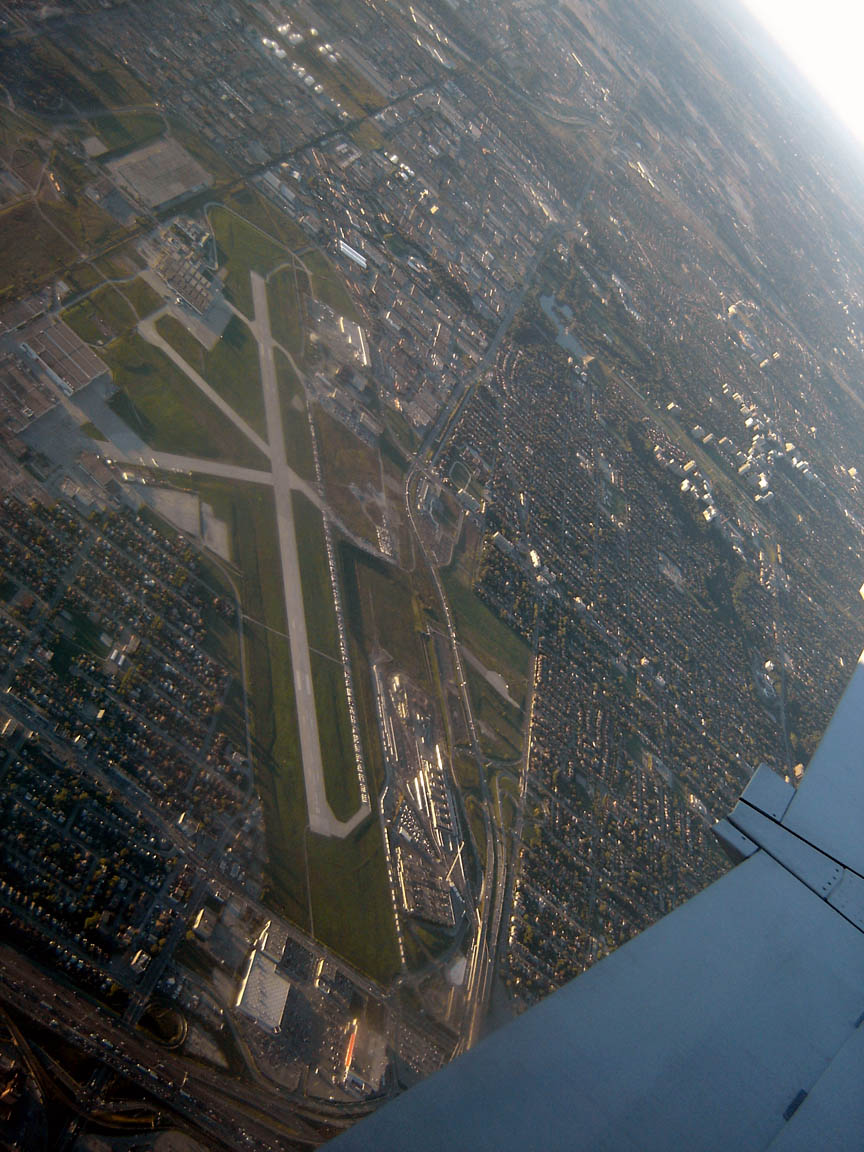
ダウンビューパークのトロント/ダウンビュー空港の滑走路の空撮

ダウンビューパークは、トロント市の北西部とグレータートロント地区の地理的中心部にある231.5ヘクタール（572エーカー）の土地から成り立っているがこれらの土地はもともとカナダのde Havilland Aircraft（1929年 - 1947年）の本拠地であり、その後1947年から基地が閉鎖される1996年4月1日まで空軍基地CFB Downsviewとして使用された。閉鎖時に「将来の世代を楽しむためのユニークな都市のレクリエーション用の緑地」として土地を永続的にそして信頼の下で開催することも発表された。1996年には、都市レクリエーション緑地を創設する権限がParc Downsview Park Inc.（PDP）に与えられ、2006年にはダウンビューランドの231.5ヘクタール（572エーカー）の所有権がPDPに移管される。国防総省（DND）は、進行中の軍事的ニーズに対応するために29ヘクタール（72エーカー）の土地を確保しており、 Downsview Lands（トロント最古の運営空港を含む）に隣接する土地の約150ヘクタール（370エーカー）は、Bombardier Aerospaceの管轄下にある。 GOトランジットの列車が主に使用する鉄道路線は、同公園の中心部を通っている。 
公園の使命は自己資金調達で開発を要求がなされているので、およそ102ヘクタール (250エーカー)は持続可能なものとしてダウンビューパークの建設、開発および管理に資金が流れるようコミュニティに統合。 
キーレストリート側には大きな人工の水域の池があり、そこからの水はダウンビューDellsの渓谷に流れ、そして最終的にブラッククリークに流れていく 。  
1996年から2017年の間にダウンビューパークに最寄りのトロントの地下鉄駅はダンズビュー駅で、そこはトロント市地下鉄1号線のターミナル駅として機能した。公園の東端近くに位置しダウンスビュー空港から駅の名前が変更された。シェパード西線が2008年12月17日に運航、北方延長前の2017年にはトロントトランジットコミッションバスシステム101が運営され、トロント交通局のシェパードウェスト駅とカールホールロード航空宇宙博物館間を毎日運行している。  
ダンズビュー・パーク駅は2017年12月17日にヴォーンへの1号線地下鉄延長の一部としてオープンしました。この駅は公園の北端にあり、 GO Transitの通勤鉄道GOトランジット鉄道サービスの一部であるバリー線とのインターモーダルインターチェンジです。その駅は2017年12月30日にオープンし。  
ダウンビューパークスポーツセンターは、45,000平方メートル（485,000平方フィート）の多目的施設で、以前はde Havilland Aircraft Company、後にカナダ軍のための航空機格納庫でした。 ここで最も一般的なアトラクションはセンター内の屋内レクリエーション施設であるThe Hangarで、ここにはサッカー、ボールホッケー、ビーチバレーボール施設だけで年間約60万人の訪問者が収容されており、2011年冬は待望のドーム型フィールドが追加され、冬フィールドの可用性を拡大した。 2009年の夏、トロントローラーダービーは、ダウンズビューパークスポーツセンターのウエストエンドのスペースを利用してホームゲームを開始。 2011年の夏には、トロントローラーダービーはバンカーとして知られている公園内の別のスペースに移動し 、ローラーダービーワールドカップを 12月上旬2011年にそのスペースにおいて実施されたが、これをダウンスビューパークスポーツセンターにも適応しGrand Prix Kartways屋内用電動ゴーカート（別名グリーンゴーカート）、HoopDomeバスケットボール施設、The Rail Skateparkスケートボードの目的地、True North Climbing屋内ロッククライミングジム、エリートアスリートのためのプレミアエリートアスリート（PEAC）スクールを設けた。世界第1位の選手Jonathon Powerが運営するNational Squash Academyは、最近センターにも開設。2013年10月にアイスホッケーアリーナがオープンし 、2015年2月にScotiabank Pondに改名した。 

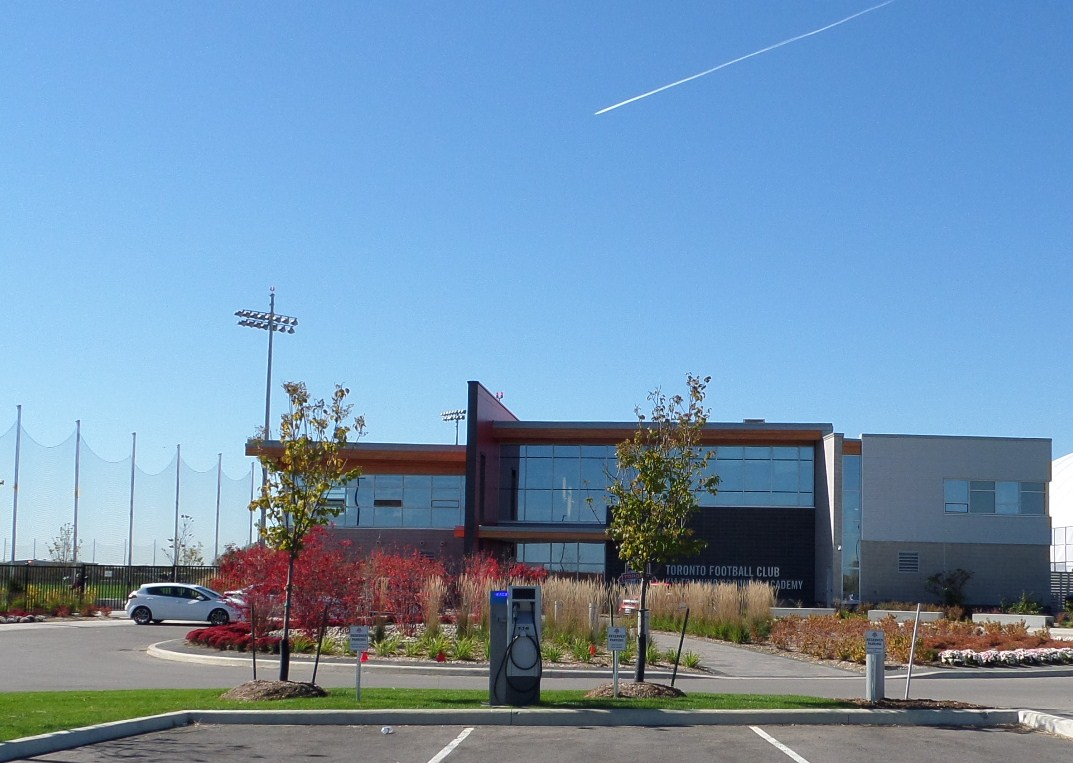
トロントFCのBMOトレーニンググラウンドとアカデミー

2011年3月、ダウンズビューパークはトロントFCの新しい最先端のアカデミーとトレーニング施設のサイトとして選ばれ、 2011年5月にKIA訓練場で建設が始まり、2012年6月に施設がオープン。3つの芝生フィールド、1つのドーム型芝生フィールド、およびフィールドハウスを含み、トロントFCのオーナーであるMaple Leaf Sports＆Entertainment （MLSE）は、カナダでサッカーの発展の中心地になることを目指して、2100万ドル以上の施設建設と土地の賃貸料を支払っている   。2014年7月、MLSEはカナダフットボールリーグ トロント・アーゴノーツの臨時練習施設を収容するために200万ドルかけて訓練場を拡大、MLSEから施設を借り近くで練習することが発表された   。その年の9月にチームは引っ越した が、その後2018年に練習施設をランポートスタジアムに移した 。 2018年、 BMOは訓練場の命名権を取得。 BMO Training Ground＆Academyに改名。 USLリーグ1 2019年のシーズンに向けて、トロントFC IIは、 BMOトレーニンググラウンドにホームゲームを移した 。 2011年には、バレーボールカナダがセンターを本社とトレーニング施設にしている。2013年には、新しい4パッドのアイスコンプレックスもオープン。 
センターでの事業は持続可能なコミュニティの発展が進むにつれて公園の建設資金を生み出し、大トロント地域での卓越したスポーツの中心地に成長していく。ダウンビューパークはスポーツの卓越性と参加のための全国的に認められたセンターになるというそのビジョンを追求し続けている。サッカーチームのライアーソンラムズは、屋外サッカー場をホームフィールドとして使用している。  
公園には、Toronto Wildlife Centre、Downsview Park Film and Television Studios、Downsview Park Arts Allianceもあり、これらはすべて、PDPが自己資金調達要件を満たすため賃貸料を支払うだけでなくアニメ方面にも貢献しているが、その多くはPDPと共同で運営されている 。  
40カールホールロードにある供給倉庫としても知られている大きな倉庫はファーマーズマーケットと映画スタジオとして使われ、 ドアオープントロントツアーはそこで行われた。リースベースのパートナー/テナントに加えて、他のさまざまなコミュニティパートナーシップを催しており食用作物を積極的に生産している都市型農業団体、地元のミツバチ巣協会からたくさんの巣箱が集まり、そして常緑樹栽培やEvergreenのようなグループによる環境管理プログラムもあります。 